# Ahmose-ankh
Ahmose-ankh là một hoàng tử sống vào giai đoạn đầu Vương triều thứ Mười Tám của Ai Cập. Ông là một người con trai của pharaon Ahmose I và vương hậu Ahmose Nefertari. Ông được phong thái tử nhưng đã qua đời trước cha mình, do vậy vị pharaon kế tiếp là người em trai Amenhotep I của ông.
Một tấm bia đá miêu tả ông cùng với cha mẹ của mình ngày nay đang nằm tại bảo tàng Luxor.